# Parc Nacional El Palmar

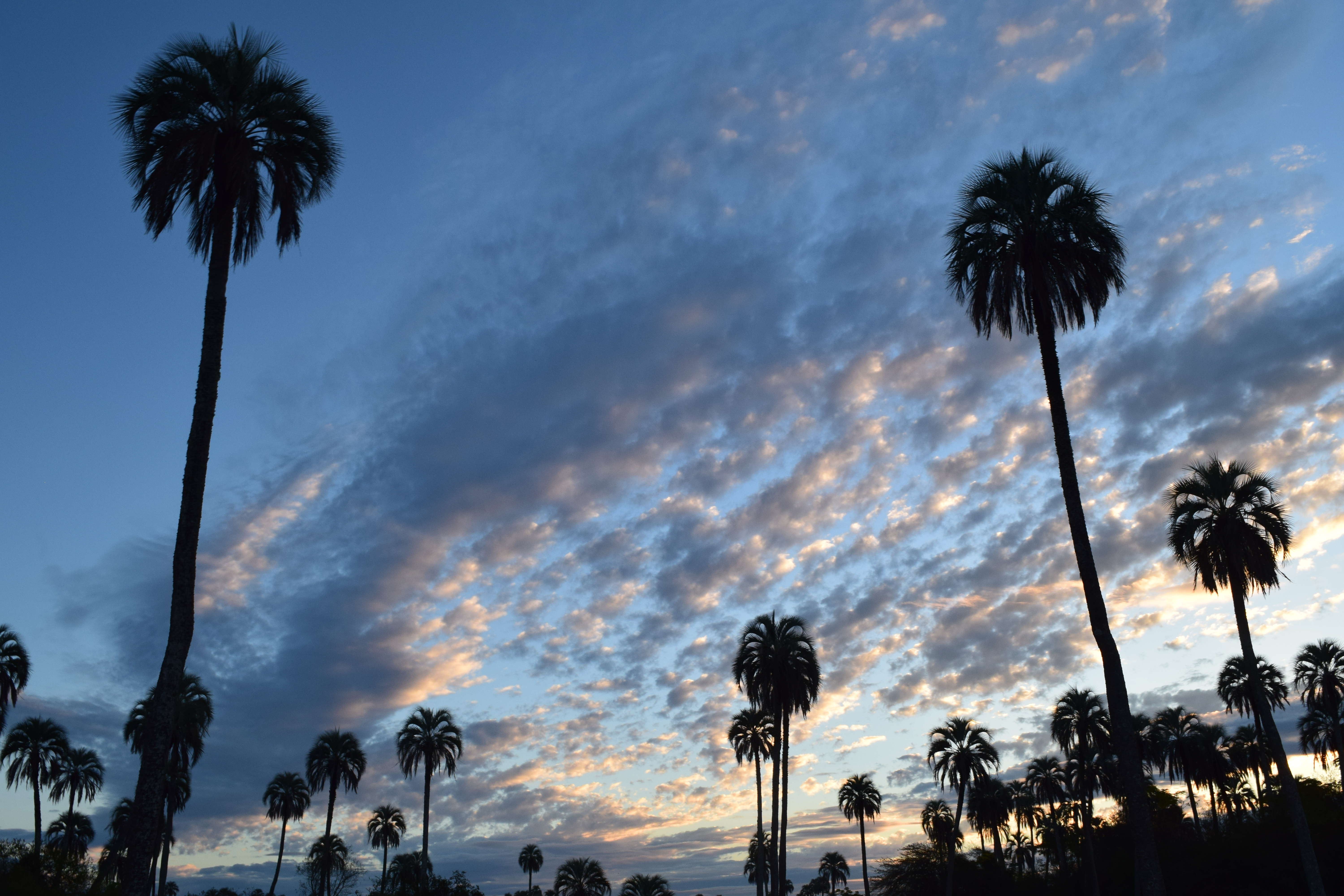
El parc nacional El Palmar a Entre Ríos

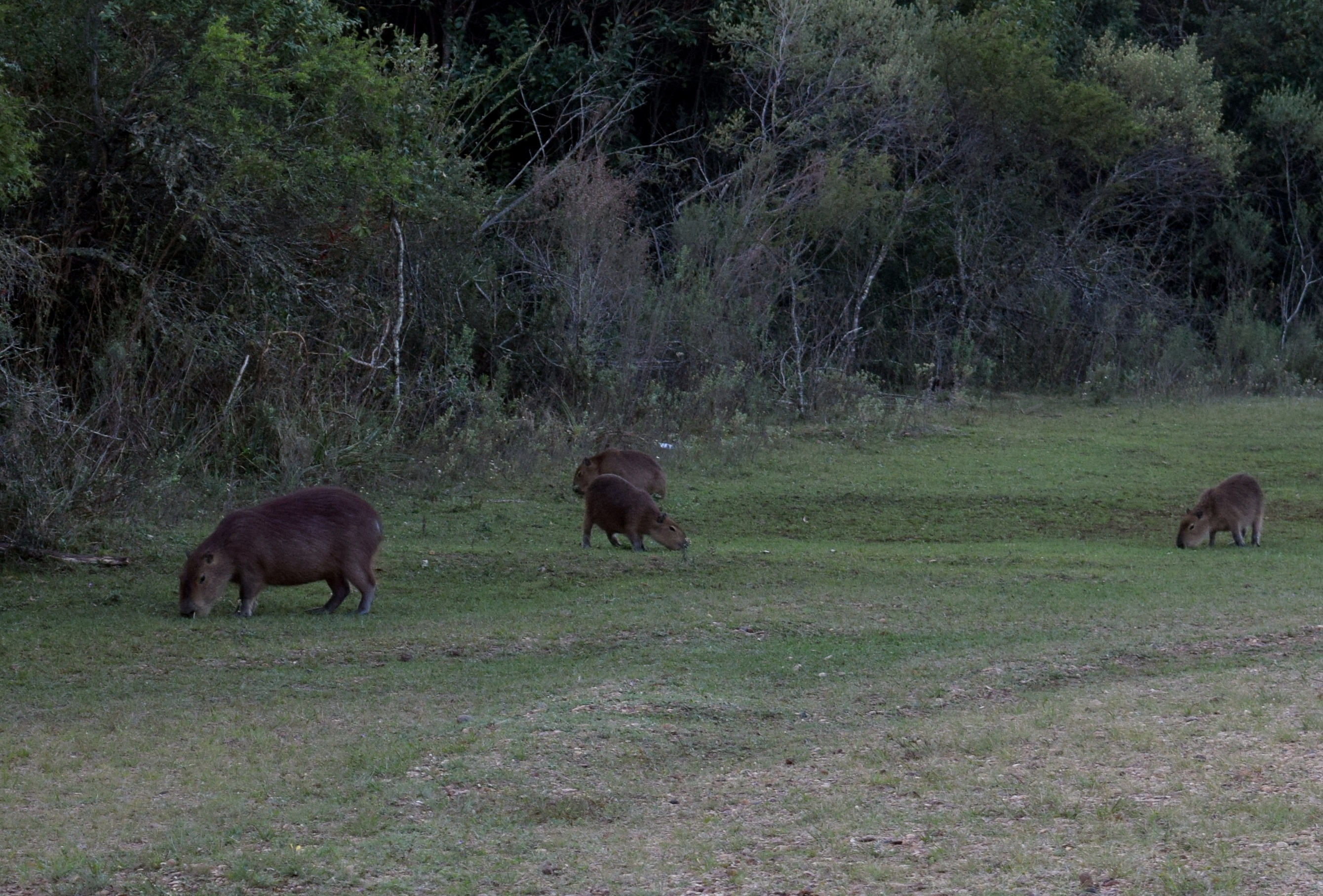
Capibares, una de les espècies protegides pel Parc Nacional

El Parc Nacional El Palmar va ser creat amb l'objectiu de conservar un sector representatiu de palmeres de la varietat yatay. Està localitzat al centre-est de la província d'Entre Ríos a l'Argentina, a la riba dreta del riu Uruguai. Es troba en el departament Colón, per la qual cosa és conegut també com "El Palmar Gran de Colón" o "El Palmar de Colón" (es tracta d'un dels palmars naturals més australs del planeta).

## Característiques generals
Amb una extensió total de 2.500 ha, l'àrea protegida es caracteritza per ser representativa de l'ecoregió de l'espinal, a la qual se sumen algunes espècies típiques del pasturatge pampeà i de la selva paranaense.
Les palmeres yatay es distribuïen originàriament no sols en aquesta regió, sinó també en sectors de les províncies de Santa Fe, Corrientes i Chaco. La seva població es va veure disminuïda notablement a causa de la instal·lació de cultius i al pasturatge excessiu.
Per la seva proximitat amb els principals centres urbans del país, aquest parc és un dels més visitats i coneguts de la República Argentina. El més cridaner del seu paisatge poblat de palmeres són els boscos en galeria que poblen els marges del riu Uruguai. L'abundància de la seva fauna silvestre constitueix el principal atractiu. Així mateix, ofereix comoditats i serveis per al visitant: camins, càmping, centre d'informació, i una platja en el riu Uruguai.
Inclou diferents ambients característics de l'Espinal.
El pasturatge, per exemple, es troba íntimament lligat amb els palmerars, formant un ecosistema únic (palmerar-pasturatge), que brinda aliment i refugi a innombrables espècies d'animals: extraordinària quantitat d'insectes; rèptils, com la yarará, diverses espècies de colobres, petits rosegadors, el gat salvatge i aus típiques d'aquests ambients, com el fuster blanc i el reial. Seguint les ondulacions del terreny, els boscos de yatay es van estenent cap a les zones baixes, per deixar pas a dilatades sabanes, esquitxades per acàcies, lledoners i nyandubayes, per on transiten nyandús, fures, mofetes, entre d'altres. Els pasturatges que ocupen els suaus pendents es confonen amb els Paspalum quadrifarium dels terrenys més baixos i inundables, formant ambients aquàtics d'increïble riquesa faunística, que alberguen batracis i aus com el chiflón, el pit groc i l'ipacaá entre d'altres. Existeixen també tortugues pintades. A la rodalia del càmping hi ha una formació densa i baixa, la muntanya Xerófilo, en la qual creixen molles, Paspalum quadrifarium i nyandubayes, al costat de nombrosos arbustos, adornats per enfiladisses com la passionària o mburucuyá. Aquí és comú observar les guineus de muntanya. Dins del càmping es troben senyalitzades les nombroses vizcacheres, on habita una gran població d'aquest rosegador d'hàbits nocturns. Les costes baixes del riu Uruguai estan entapissades per una profusa vegetació, encara que en alguns sectors existeixen barrancs pronunciats de fins a 15 metres d'alçada. Aquesta formació humida, que és una prolongació empobrida de la selva missionera, es denomina selva en galeria i conté una gran diversitat d'espècies vegetals. Abunden les enfiladisses, lianes i epífites (com el clavell de l'aire i barba de vell, entre d'altres), associades a diferents espècies arbòries com la murta del nord i el llorer. El pela-roques de cara negra i el pitiayumí són les aus més característiques que troben refugi en aquesta formació boscosa. Un ambient similar voreja els diferents rierols que solquen el parc, i els més importants són el Palmar i Los Loros. Aquests cursos d'aigua són els ambients predilectes del rosegador més gran del món: el capibara i d'altres mamífers com el llop de riu, el coipo o mal anomenat llúdria, al costat d'aus aquàtiques com el biguá i els blauets.
Dins del parc es troben les ruïnes de la Calera de Barquín.

## Fonaments per a la seva creació
Va ser creat amb l'objectiu bàsic de protegir un dels últims palmerars de yatay representatius dels que, fins a finals del segle xx, prosperaven sobretot en l'orient d'Entre Ríos. La seva empara s'estén, a més, a altres ambients de significatiu patrimoni natural, com la selva en galeria i la muntanya Xerófilo.
El 30 d'octubre de 1965 va ser sancionada la llei núm. 16802, promulgada de fet el 30 de novembre de 1965, que en el seu article 2 expressa:
| « | ARTICULO 2°.- Créase bajo el régimen de la Ley 12.103, el Parque y Reserva Nacional "El Palmar", ubicado en el departamento de Colón, provincia de Entre Ríos... | » |

Aquesta llei va ser publicada en el Butlletí Oficial el 28 de gener de 1966, data que generalment es considera com de creació del parc nacional, disposant que l'àrea estimada del parc fóra d'unes 14.000 hectàrees, de les quals no menys de la meitat serien considerades parc nacional i la resta serà destinada a reserva nacional. Es va autoritzar al poder executiu nacional a gestionar davant el govern de la província d'Entre Ríos la cessió del domini i la jurisdicció sobre la superfície que abasti el parc.
La llei núm. 4882 de la província d'Entre Ríos (sancionada el 18 de maig de 1970) va cedir a l'estat nacional la jurisdicció i el domini eminent de les terres en les quals s'establiria el parc nacional. La llei nacional núm. 18844, promulgada el 30 de novembre de 1970, va disposar l'expropiació de les terres.
El 15 de juny de 1972 va ser promulgat el decret llei núm. 19689 que va reduir a unes 8.000 ha la superfície del parc a crear-se. El parc nacional va ser finalment constituït el 1973 amb 8.500 ha.
El decret núm. 2149/90 del 10 d'octubre de 1990 va designar tres sectors no contigus del parc nacional com a reserva natural estricta.
Per resolució núm. 122/98 del 20 d'agost de 1998 l'Administració de Parcs Nacionals va disposar aprovar una Llista de Vertebrats de Valor Especial del parc nacional El Palmar, composta per: un amfibi, 2 rèptils, 11 aus, i 13 mamífers.

## Administració
Per resolució núm. 126/2011 de l'Administració de Parcs Nacionals de data 19 de maig de 2011 es va disposar que El Palmar s'enquadrés per a les finalitats administratives en la categoria d'àrees protegides de complexitat II, per la qual cosa el parc nacional té al seu front un intendent designat, del qual depenen 4 departaments (Administració; Obres i Manteniment; Guardaparques Nacionals; Conservació i Ús Públic) i 2 divisions (Despatx i Taula d'Entrades, Sortides, i Notificacions; Recursos Humans i Capacitació).